# Самуеле Папі
Самуеле Папі  (італ. Samuele Papi, 20 травня 1973) — італійський волейболіст, олімпійський медаліст.

## Виступи на Олімпіадах
| Олімпіада    | Дисципліна | Місце |
| ------------ | ---------- | ----- |
| Атланта 1996 | волейбол   | 2     |
| Сідней 2000  | волейбол   | 3     |
| Афіни 2004   | волейбол   | 2     |
| Лондон 2012  | волейбол   | 3     |

## Зовнішні посилання
- Досьє на sport.references.com

1. 1 2  Olympedia — 2006.
2. 1 2 3  Леґа Паллаволо Серія А — 1987.